# Powiedz mi, że nie chcesz
Powiedz mi, że nie chcesz – singel Dawida Podsiadły wydany w listopadzie 2013, promujący wydanie specjalne albumu Comfort and Happiness.

## Notowania
| Lista                                 | Pozycja |
| ------------------------------------- | ------- |
| Lista przebojów RagaTop Radia Olsztyn | 2       |
| Lista Przebojów Trójki                | 15      |
| Lista Przebojów Radia Merkury Poznań  | 30      |
| Lista Przebojów UWUEMKA               | 33      |
| Wietrzne Radio                        | 2       |

## Teledysk
Opublikowano 14 listopada 2013 w serwisie YouTube/VEVO. Został zrealizowany przez duet reżyserski Psychokino (Dorota Piskor i Tomek Ślesicki).